# Jullouville
Jullouville ist eine französische französische Kleinstadt mit 2.401 Einwohnern (Stand 1. Januar 2022) im Département Manche in der Region Normandie. Sie gehört zum Arrondissement Avranches und zum Gemeindeverband Granville, Terre et Mer.

## Geografie
Jullouville liegt am Ärmelkanal, sieben Kilometer südlich von Granville und nördlich der Bucht des Mont-Saint-Michel. Der Fluss Thar verläuft an der nordöstlichen Gemeindegrenze.
Der Pierre du Diable, auch bekannt als Menhir de Vaumoisson, ist ein Menhir in Jullouville.

## Geschichte
Die Ursprungsgemeinde ist Bouillon. 1881 beschlossen Herr Armand Jullou und Herr Dupuy, mit der Unterstützung weiterer Privatpersonen eine große Dünenzone an der Küste zu kaufen. Man verdankt ihnen das Casino und die Kirche Notre Dame. Nach der Gründung einer Gesellschaft wurden die Pläne für den Ort erstellt (große geradlinige Straßen, Häuser, Hotels). Der Badeort wurde 1882 gegründet.
Im Jahre 1972 vereinigte sich Saint Michel des Loups mit Bouillon, und der offizielle Name der Gemeinde wurde Jullouville. Namensgeber war somit Armand Jullou. 
Das Hôtel de ville wurde am 24. Mai 1976 eingeweiht, und die Gemeindedienste zogen aus den alten Räumen in Bouillon hierhin.

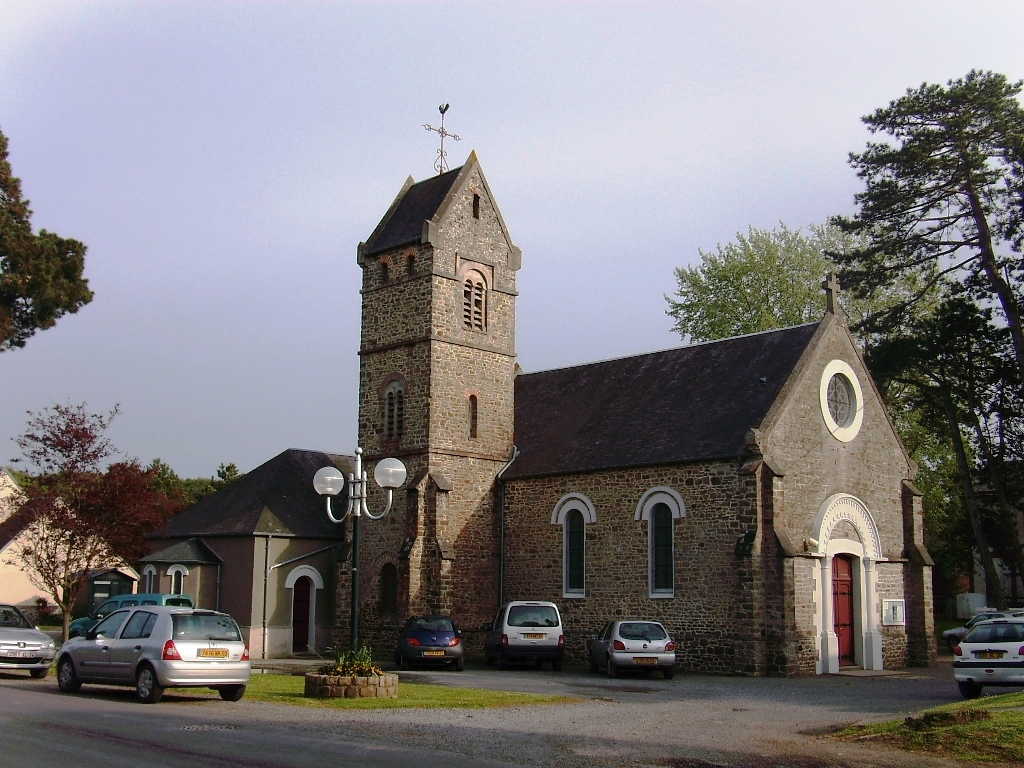
Kirche Notre-Dame-des-Dunes

## Bevölkerungsentwicklung
| Jahr      | 1962 | 1968 | 1975 | 1982 | 1990 | 1999 | 2010 | 2018 |
| Einwohner | 770  | 770  | 1898 | 1927 | 2046 | 2409 | 2345 | 2338 |

## Tourismus
Jullouville ist ein kleiner Badeort. Die Gemeinde verfügt über ein Tourismusbüro und bietet sechs Campingplätze, darunter einen Drei-Sterne- und vier Zwei-Sterne-Plätze mit insgesamt 687 Stellplätzen. Es gibt vier Hotels und viele Bars und Restaurants. Der zwei Kilometer lange Sandstrand, der von der Promenade gesäumt wird, ist ein Hauptanziehungspunkt.

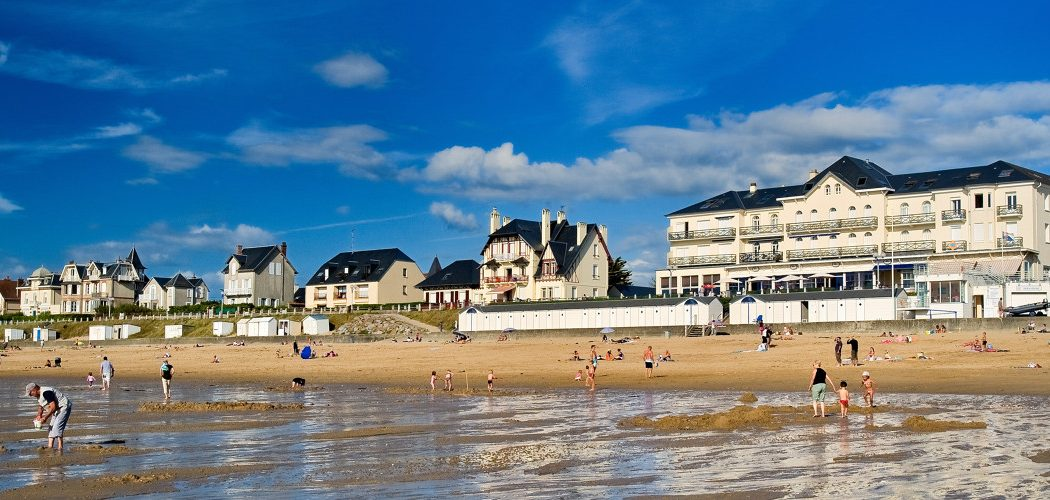
Der Strand von Jullouville

Jullouville wird seit März 2010 als „commune touristique“ (touristische Gemeinde) bezeichnet. Die Gemeinde erhielt im November 2021 die Bezeichnung „station classée de tourisme“ (klassifizierte Tourismusstation).